# 동일본 여객철도 키하100계 동차
키하100·키하110계 동차(일본어: JR東日本キハ100系気動車)는 동일본 여객철도(JR 동일본)의 일반형 디젤 동차이다.

## 개요
노후화된 키하20계·키하45계 등의 교체와 로컬선에서의 수송 서비스 개선을 목적으로 제조되었으며, 1990년 3월 10일 기타카미 선으로 키하100형, 가마이시 선과 야마다선에서 키하110형 양산 선행차가 각각 영업 운행을 개시했다. 제작사는 후지 중공업·니가타 철공소이다.
디젤 동차이지만 차체와 대차의 경량화를 도모하여 고출력 직접 분사식 엔진과 효율을 높인 액체 변속기와의 조합에 의해 전동차 같은 수준의 성능을 보유하고 있다. 제동 시스템도 전동차에서 실적이 있는 응답성 높은 전기 지령식을 사용하여 기존 차량과는 연결기의 형상이 다르기 때문에 병결이 불가능하다.
급경사가 많은 산악 노선에서는 이 차량의 도입에 따라 속도 향상에 의한 시간 단축이 실현되었다. 더 나아가 에어컨을 탑재하여 여름에 승객 서비스의 향상이 도모되었다.
1인 승무에 대응하기 위해 승객용 출입문은 반자동식이며, 출입문의 옆에 개폐 스위치가 설치되어 있다. 또한 도어 차임도 탑재되어 있다.

## 차량 형식

### 편운전대 차량
- 키하 111형: 20m급 차체
- 키하 112형: 20m급 차체(화장실 탑재)

덧붙여 키하 111형과 키하 112형은 1조로 편성되고 있다. 막 어댑터 등을 사용하여 1량 단위의 운용이 가능하다.

### 양운전대 차량
- 키하 100형: 16-17m급 차량
- 키하 101형: 16m급(아데라자와선용)
- 키하 110형: 20m급 차량

## 번대 구분

### 키하 100형

#### 0번대

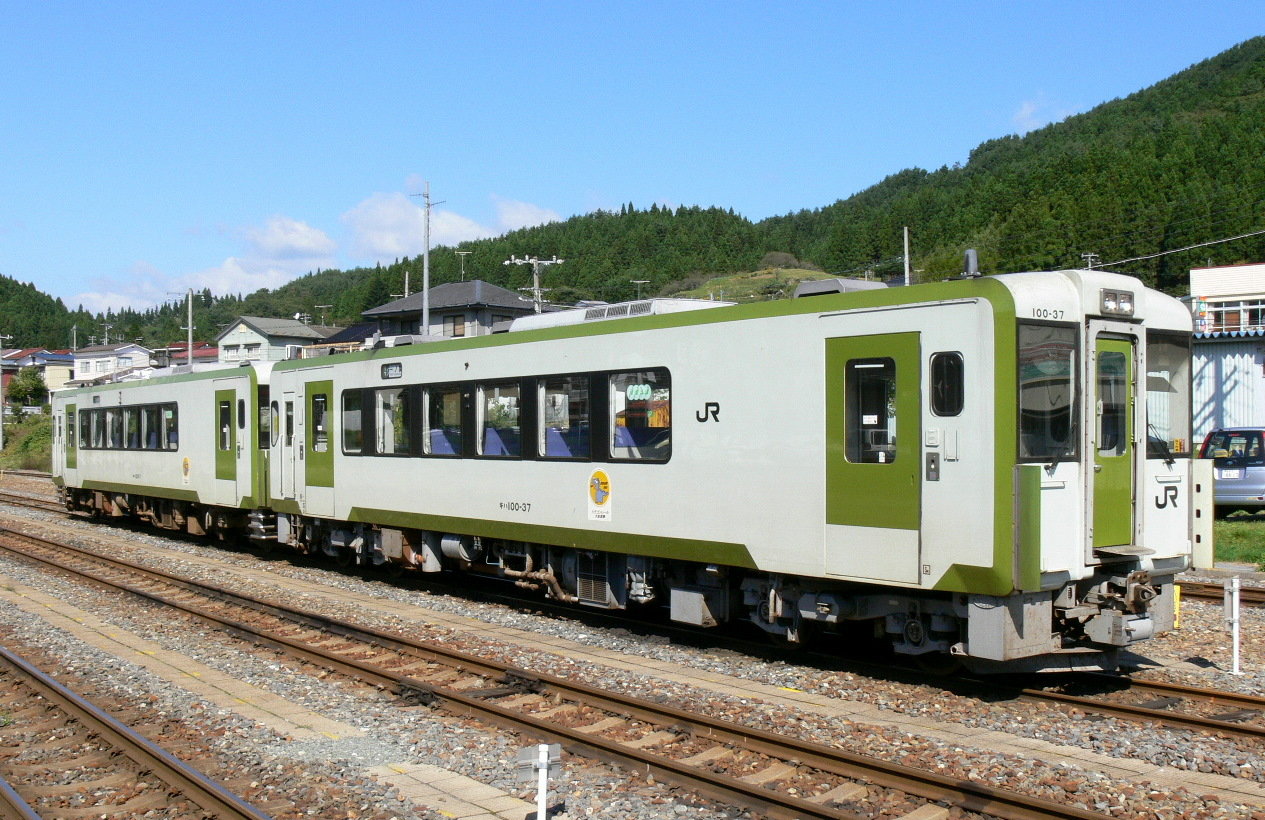
키하 100형 0번대 (2006년 10월 9일/게센누마역)

지방 교통선의 보통 열차용으로 설계되었으며 46량이 제조되었다. 세미크로스 시트, 화장실 탑재, 1인 승무 대응이 특징이다. 오후나토선, 기타카미선, 가마이시 선, 야마다 선 미야코 - 가마이시간, 도호쿠 본선 하나마키 - 모리오카간 및 이치노세키 - 기타카미간에서 운용되고 있다. 이전에는 IGR 이와테 은하 철도선 모리오카 - 고마간, 산리쿠 철도 미나미리아스선, 산리쿠 철도 기타리아스선, 오우 본선 요코데 - 유자와 사이에서도 운행한 시기가 있었다.

#### 200번대

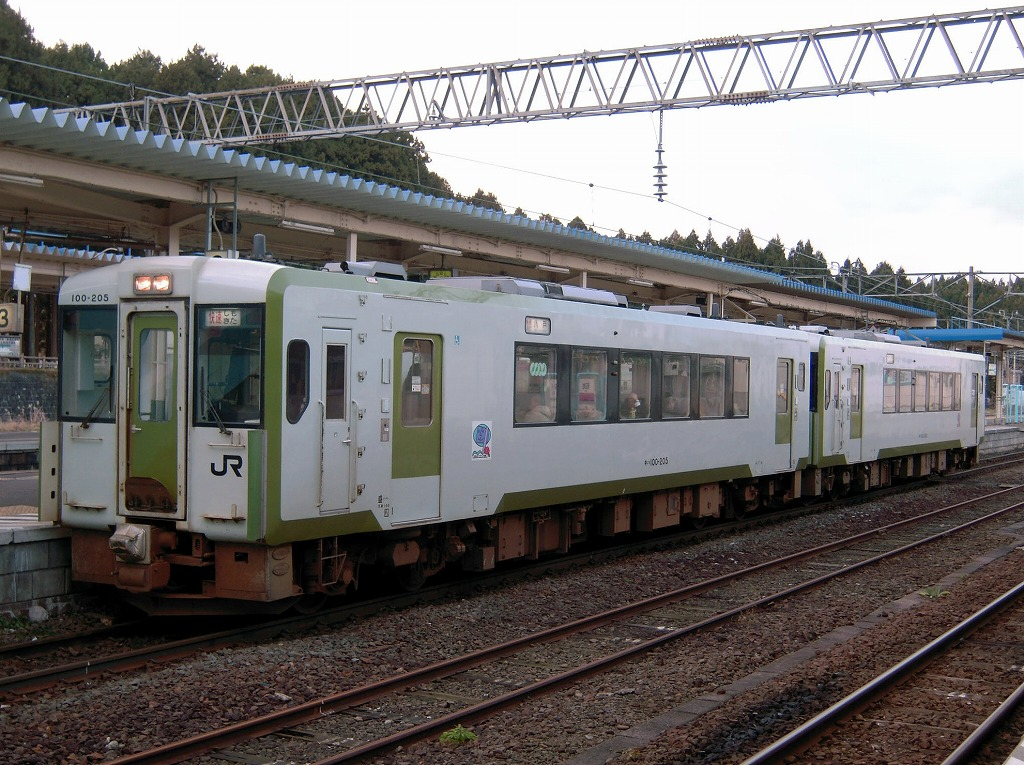
키하 100형 200번대 (2010년 12월/노헤지역

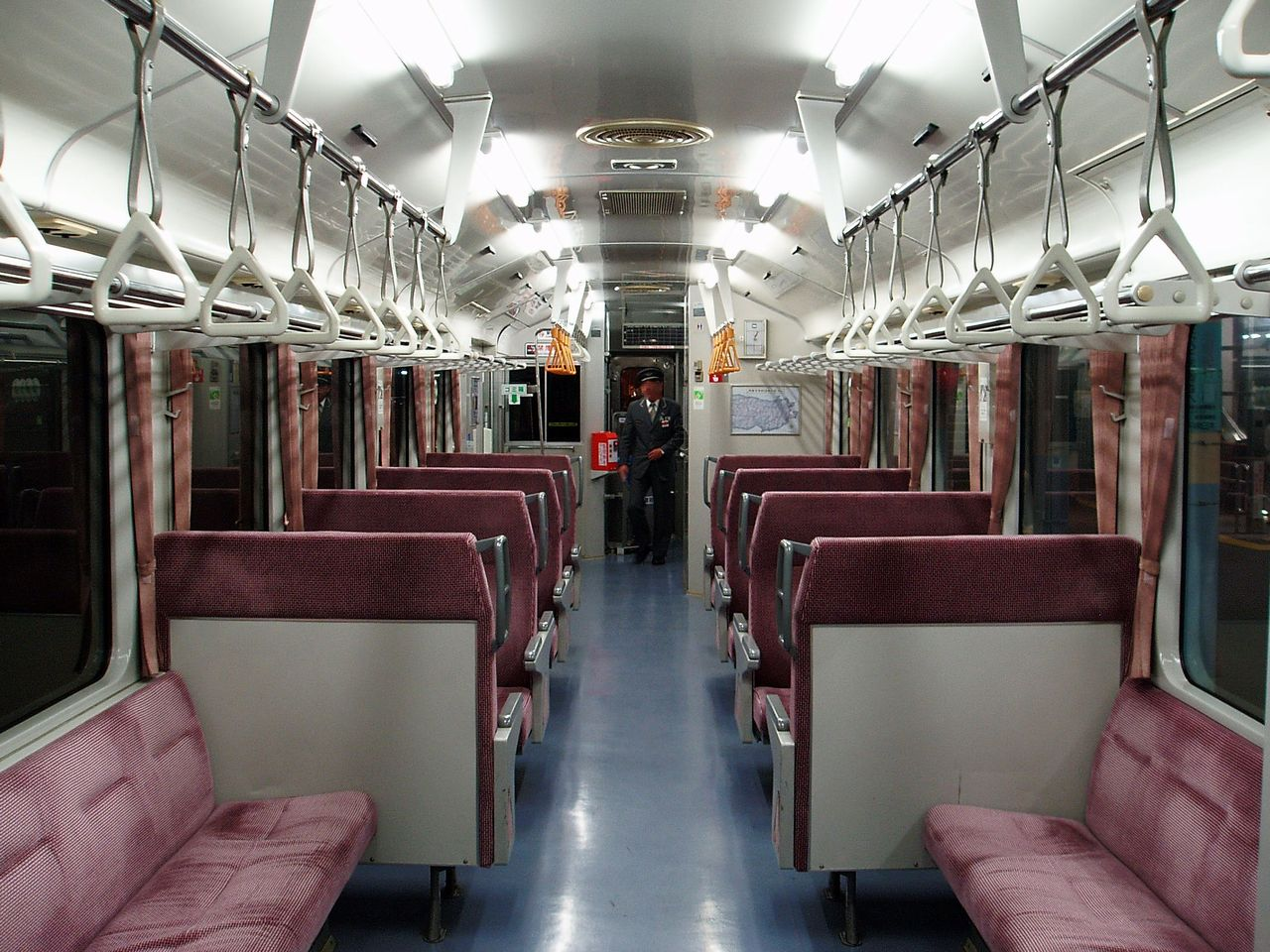
키하 100형 200번대 차내 (2008년 6월/아오모리역

5량이 제조되었으며 오미나토선 및 아오이모리 철도선 아오모리 - 하치노헤 사이에서 운용되고 있다.
승객용 출입문은 0번대의 플러그식에서 미닫이식으로 변경되었다.

### 키하 101형

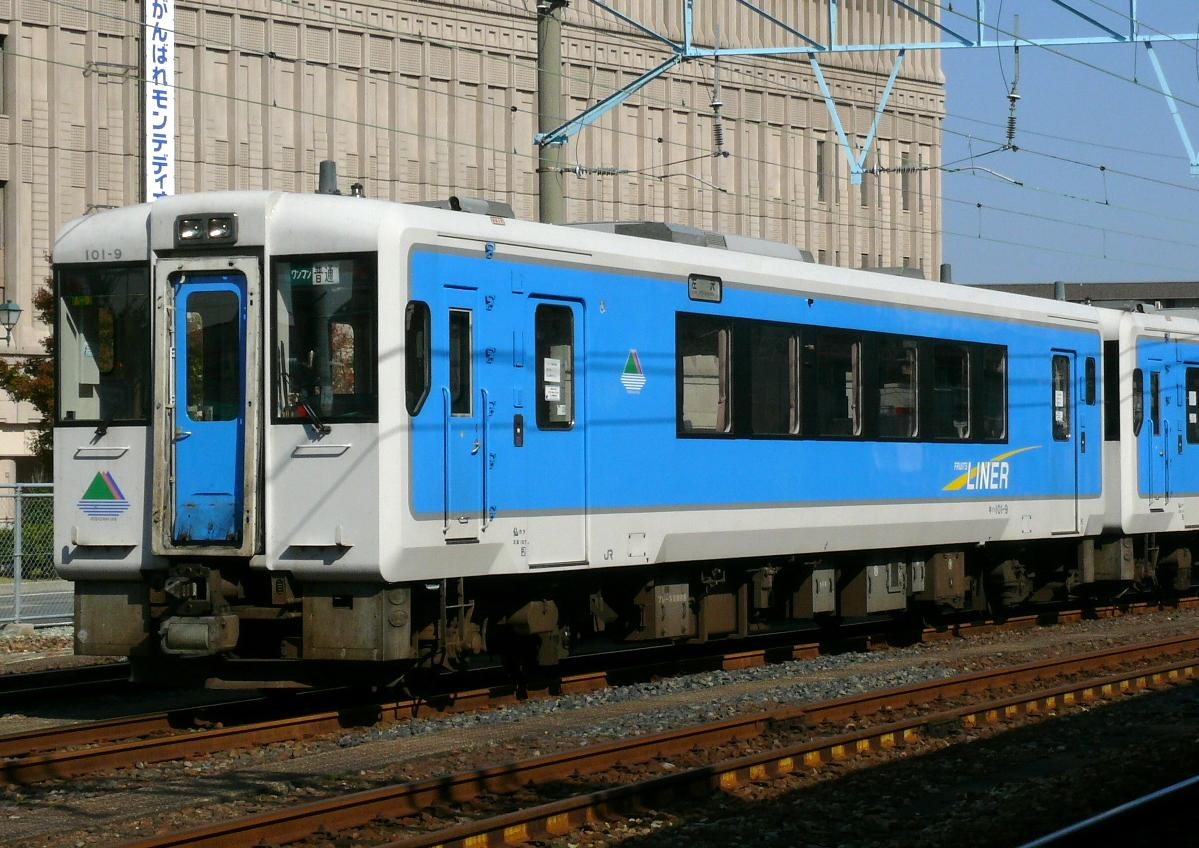
키하 101형 '후르츠 라이너' (야마가타역)

아데라자와선용 13량이 제조되었다. 올 롱시트로 화장실이 없으며, 1인 승무에 대응하였다. 차내의 바닥재는 분홍색과 파란색으로 되어 있다. 롱 시트에 앉았을때의 바닥재 발밑 부분에 검은 선이 깔려 있으며, 이는 발을 선의 안쪽에 두도록 하기 위해서이다. 우선석 부근에는 오렌지색 손잡이가 설치되었다. 차체 도색은 해당 노선의 독자적인 시안을 사용하는 것과 동시에 측면에 'FRUITS LINER'의 알파벳 문자가 도장되었다. 운임 표시기는 설치 차량과 미설치 차량이 있으며, 미설치 차량에 대해서는 운임 표시기 부분에 운임표의 스티커가 붙여져 있다. 승무원실은 진행 방향으로 좌측 밖에 없고, 조수석에 해당하는 공간은 승객용 출입문이 설치되어 있다. 그 때문에 출입문의 위치가 좌우 대칭이 맞지 않은 편이다. 다만 차장에 의한 출입문 조작이 가능한 동일하게 작은 창이나 차장용 출입문 스위치 유닛(평상시는 자물쇠로 잠글 수 있으며, 승무원 이외에는 조작할 수 없다), 승객이 출입할 수 없도록 경계책이 설치되어 있다. 당초에는 신조 운전구 배치였지만, 야마가타 신칸센의 신조 연장에 의해 야마가타 전차구(현 야마가타 차량센터)에 비치되었다. 키하 101-12와 키하 101-13에는 아데라자와 모임으로 메가폰이 설치되었다.

### 키하 110형·키하 111형·키하 112형

#### 0번대
키하 110형 5량, 키하 111·112형 2량 3편성 합계 11량이 제조되었다. 우등 열차용 회전식 리클라이닝 시트를 탑재하였다. 등장 당시는 가마이시선과 야마다선에서 운행된 급행 '하마유리'로 사용을 개시하였다. 2009년 기준으로는 쾌속 '하마유리'를 시작으로 가마이시선이나 야마다선 및 도호쿠 본선 히두메 - 모리오카간의 보통 열차에 사용되었다. 쾌속 '하마유리'에서는 주로 지정석 차량으로 사용된다. 또한 2007년 7월부터는 게센누마선 쾌속 '미나미산리쿠'의 지정석 차량으로도 사용되었다. 시작차는 등장 당시 선두차 정면의 좌우 도장이 흑색이었지만, 후에 양산차에 맞춰 백색(벨 베일 그린)으로 변경되었다.
2010년 현재 JR 그룹에서 급행 열차로 사용되는 것을 전제로 신조된 최후의 차량이다.

#### 100번대

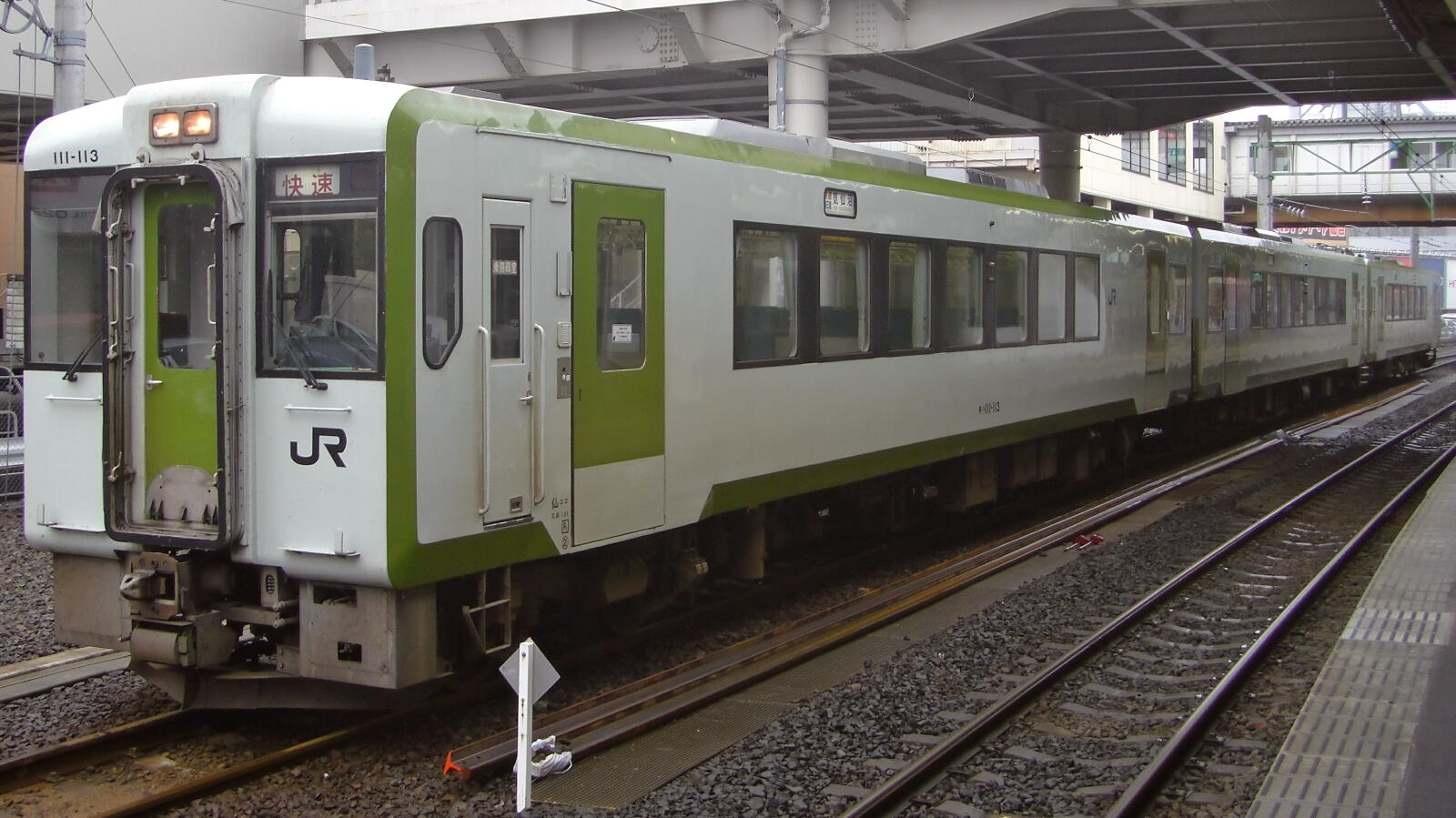
키하 111형 100번대</br>(2008년 7월 26일/센다이 역)

보통 열차용으로 설계되었으며, 키하 110형 39량, 키하 111·112형 2량 21편성 합계 81량이 제조되었다. 세미크로스 시트이나 크로스 시트는 키하 100형과 달리 1인 승무시의 승객 동선이나 혼잡 시간대를 고려한 횡방향 2+1열 배치가 되고 있다. 반에쓰토선, 고우미선, 하나와선, 야마다선, 이와이즈미선, 게센누마선에서 사용되며, 반에쓰토선, 고우미선에서는 1인 승무도 실시되고 있다. 이전에는 스이군선에서도 운용되고 있었다.

#### 150번대

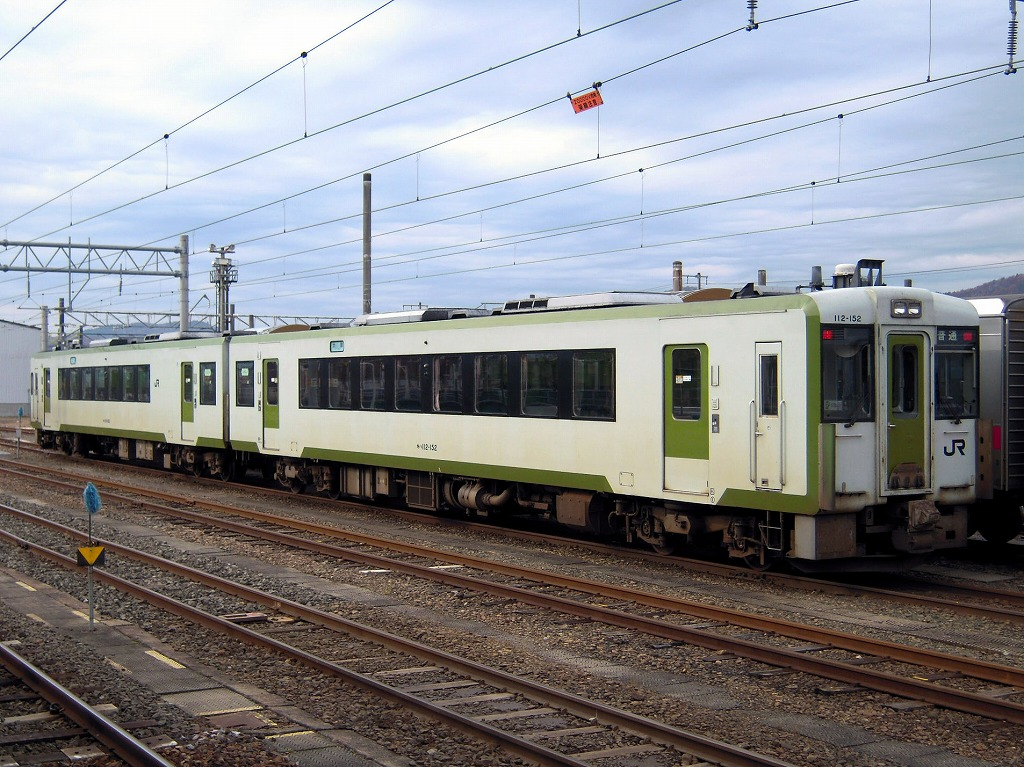
키하 112형 150번대</br>*\(2010년 11월 22일/오다테역)

100번대의 마이너 체인지판으로 키하 111·112형 2량 2편성이 제조되었다. 200번대 사양으로 100번대 바닥면 높이이며, 출입문도 플러그식에서 미닫이식으로 변경되고 있다. 스이군선에서 사용되고 있었지만, 2007년에 하나와선, 이와이즈미선으로 전용되었다.

#### 200번대

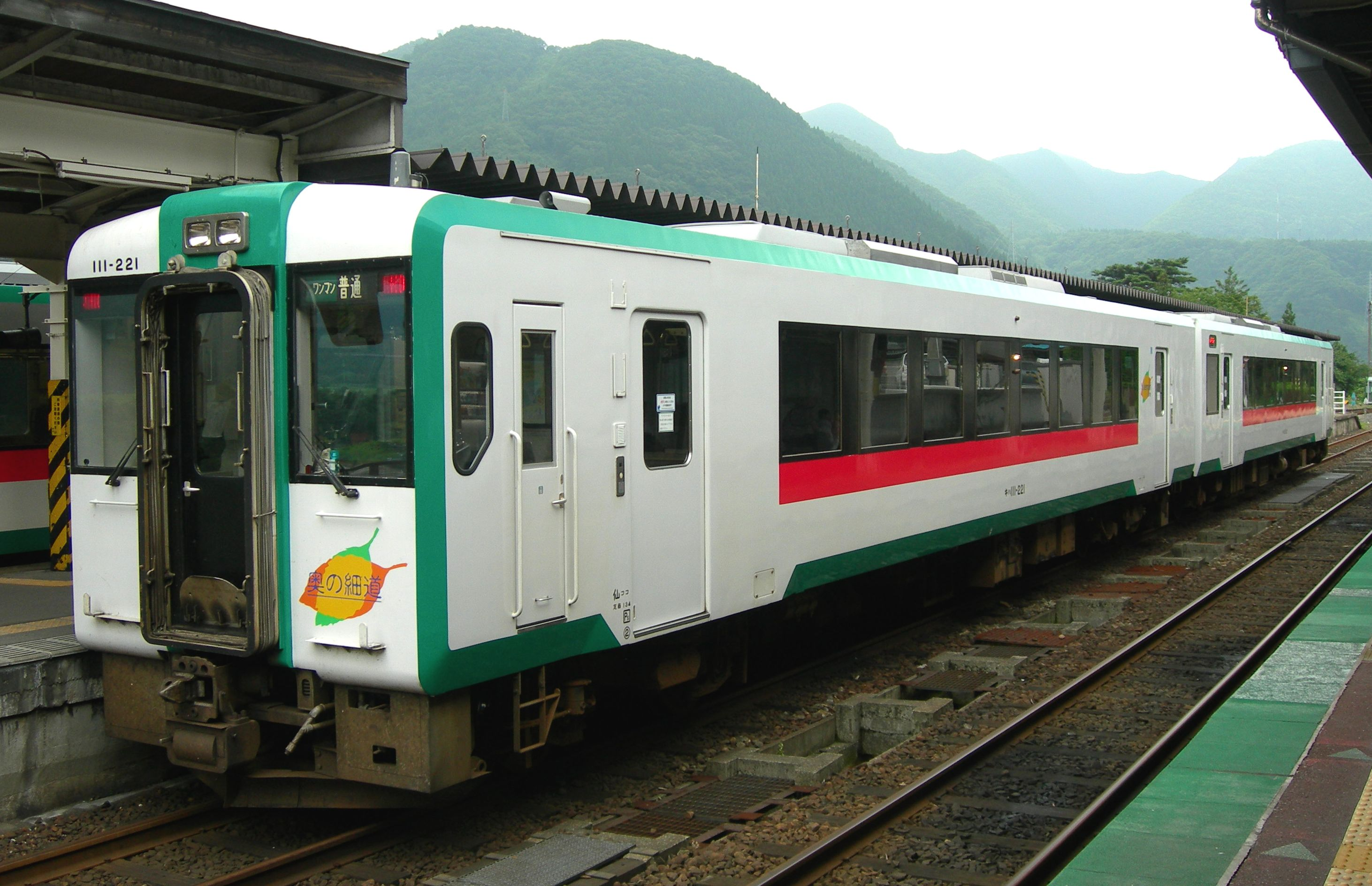
키하 111형 200번대 (2009년 7월 25일/나루코온센 역)

키하 110형 50량, 키하 111·112형 2량 21편성 합계 92량이 제조되었다. 그중 키하 110형 14량과 키하 111·112형 2량 3편성 합계 20량은 후에 서술하는 300번대 개조차이다. 출입문이 미닫이식으로 출입대 높이도 낮출 수 있었다. 우에쓰 본선, 반에쓰사이선, 하치코 선, 이야마선, 리쿠토선, 리쿠사이선, 요네사카선에 투입되었다. 리쿠사이선과 리쿠토선에 투입된 차량(키하 110-237 - 245, 키하 111・112-213 - 221)은 전용 도색으로 하여 선두차 전면 왼쪽 아래에는 '오쿠노 호소미치'의 문자가 표기되고 있다. 또한 창가에 45° 회전 혹은 통로가에 180° 회전 가능한 1인용 크로스 시트를 준비하였으며, 차창에서 경치를 바라볼 수 있게 앉을 수 있는 차량도 존재한다. 한참 더 나아가 그 2노선의 키하 111·112형은 다른 노선의 그것들과는 사양이 달라 전면의 행선 표시기는 키하 112형만의 차단부에 설치되었다. 또한 키하 111형의 화장실도 동시에 차단부로 이전되고 있다.

#### 300번대

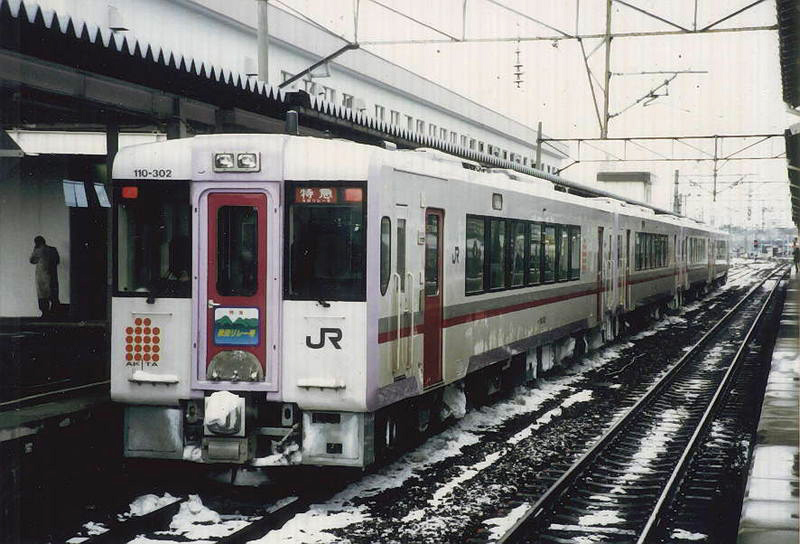
특급 '아키타 릴레이호'로 운용된 키하 110형 300번대 (1997년 2월/기타카미역)

아키타 신칸센 공사에 따라 다자와코선 궤간의 표준궤화 등 1996년 3월 30일부터 다음해 1997년 3월 21일까지 약 1년간 전구간 운휴가 되었기 때문에 해당 노선을 주행하는 특급 '다자와'의 대체 수단으로 기타카미선 경유로 운행된 특급 '아키타 릴레이호'에 사용되었다. 키하 110형 14량, 키하 111·112형 2량 3편성 합계 20량이 제조되었다. JR 동일본의 정기 운행 열차로 첫 동차 특급이었다. 사양적으로는 0번대에 데크 구분을 부가한 형태가 되고 있었다. 또한 차체 도색은 E3계에 준한 보라색을 기초로 회색과 제비꽃색의 띠를 채용했으며, 선두차의 전면에 간토를 디자인한 일러스트와 'AKITA'의 문자가 꾸며졌다. 아키타 신칸센 개업후에는 '신슈 순환 열차'(나가노→고모로→고부치자와→마쓰모토→나가노 구간에서 운용되었던 임시 열차) 등에서 운용된 후 도색과 내장을 다른 번대와 같은 것으로 변경하였으며, 번대 구분을 200번대로 고쳐 이야마선 등에서 사용되고 있다. 또한 리클라이닝 시트는 당시 증비가 진행되고 있었던 E217계의 그린샤에 유용되었다.

## 제원

### 키하 100형·키하 110형 시작차

#### 기관
키하 100형은 DMF11HZ(고마쓰 SA6D125-H) 또는 DMF13HZ(니가타 철공소 정격 출력 330PS/2000rpm, 배기량 11.04 또는 12.7l), 키하 100형은 DMF13HZA(니가타 철공소) 또는 DMF14HZ(커민스 NTA-855-R4)이다(같은 연속 정격 출력 420PS/2000rpm, 배기량은 13.3 또는 14.0l). 어느 것이나 다 소형 경량의 직렬 6기통 직접 분사식 엔진으로 터보 차저·인터쿨러 탑재이며, 이것을 1대 탑재하였다.

#### 액체 변속기
변속기는 시작차·양산차 공통으로 모든 형식이 토크 컨버터를 1조로 탑재한 액체식이다.
키하 100형은 DW14B을 1대 탑재하였다. 습식 다판 클러치식의 변속 1단, 직결 2단의 다단식으로 컨버터 제동 기능도 탑재하였다. 키하 110형은 충배유식의 변속 1단, 직결(유체 이음새) 1단식의 보이트제 T211rz으로 리타더 제동 기능을 탑재하였다. 어느 것이나 다 프로그래머블 로직 컨트롤러에 의한 기관과 함께 제어 되며, 역행 지령은 5 놋치, 변속에서 직결로의 변경도 자동이다.

#### 제동 장치
응하중 장치 탑재 전기지령식 공기 제동 장치로 제어 장치 형식은 C-76, 상용(노치 8단), 비상, 직통 예비(보안 제동으로 사용), 내설, 억속(2단 지령으로 누르는 버튼식)의 각 제동을 탑재하고 있다. 이 중 억속 제동의 경우 키하 100형에서는 엔진 제동+컨버터 제동, 키하 110형은 리타더 제동으로 대응하여 공기 제동은 사용하지 않는다.

#### 성능
키하 100형과 110형 모두, 보조 기관 부하 100% 및 승차율 100% 상황에서 25‰의 구배를 60km/h 이상의 속도로 주행할 수 있다.

#### 대차
볼스터리스 식의 공기 용수철 대차로 동력 대차는 2축 구동의 DT59(키하 100형)·DT58(키하 110형), 부수 대차는 TR243(키하 100형)·TR242(키하 110형)으로 키하 100형과 키하 110형은 축간 거리의 차이(2,000mm와 2,100mm)가 존재한다. 기초 제동은 유닛식이다.

### 키하 110형·키하 111형·키하 112형 양산차

#### 기관
DMF14HZA(커민스 NTA-855-R4, 연속 정격 출력 420PS/2000rpm, 연속 정격 연료 소비율 154g/PS/h, 최대 토크 168kgm/1250rpm)을 1대 탑재하였다. 배기량은 14.0l, 직렬 6기통 직접 분사식으로 배기 터빈 과급기·흡기 냉각기를 첨부하였다. 소형 경량의 엔진으로 건조 중량은 키하40계 DMF15HSA의 2,720kg에 비해 1,365kg이 되고 있다.

#### 액체 변속기
DW14A-B를 1대 탑재하였다. 변속 1단, 직결 2단의 다단식으로 토크 컨버터는 3단 6요소이며, 출발시의 가속은 좋다. 컨버터 제동 기능도 탑재하였다.

#### 성능
예를 들어 50km/h에서의 동륜주 인장력으로 비교하면 키하 110계는 약 1,300kg으로 키하 20계의 약 600kg이나 키하 40계의 약 800kg과 비교하여 대폭 향상되었으며, 25‰에서 보조 기관 부하 100%·승차율 100% 에서도 60km/h 이상의 성능이 되고 있다.

#### 대차
볼스터리스식의 공기 용수철 대차로 동력 대차는 2축 구동의 DT58, 부수 대차는 TR242, 기초 제동은 유닛식이다.

#### 냉난방
냉방은 압축기를 주행용 기관으로 구동하는 기관 직결식의 AU26J-A, 난방은 기관의 배열을 이용한 온수·온풍 방식이다.

## 스이군선에서의 퇴출과 다른 노선으로의 이적
스이군선에서는 키하 110형이 2도어라는 점 때문에 혼잡이 극렬하여 미토역 부근에서의 열차 지연 요인이 되고 있었다. 그 때문에 2006년 - 2007년도에 걸쳐 3도어의 신형차량 키하E130계를 투입하여 해당 노선에 재적하는 키하110계 전차량을 다른 노선으로 전출시키게 되었다. 스이군선에서의 키하 110형 영업 운행은 2007년 9월 12일로 종료되었다.

### 2006년도
- 키하E130계를 24량 도입하여 키하110계 24량이 전출되었다.
  - 19량은 모리오카 차량센터에 배치되었으며, 고우미 선에서의 임시차 재검토로 잉여가 된 2량과 합하여 하나와선의 키하58계 16량과 키하 52형 3량을 교체하였다(키하 52형의 나머지 2량은 예비차로 2007년도 말까지 재적).
  - 5량은 고고다 운수구에 배치되었으며, 키하28형 2량을 폐차하고 키하40계 3량을 다다미선용으로서 고리야마 차량센터 아이즈와카마쓰 운수구에 전출시켰다.

### 2007년도
- 키하E130계 15량을 도입하였으며, 키하110계 17량이 전출되었다.
  - 14량은 모리오카 차량센터에 배치되었으며, 야마다선·이와이즈미선용 키하58계 14량과 키하 52형 12량을 폐차와 미얀마 국철에 양도되었다. 또한 키하110계 0번대 4량을 쾌속 '미나미산리쿠'용(지정석 차량 충당분)으로 고고다 운수구에 전속되었다.
  - 2량은 고고다 운수구에 배치되었으며, 전출된 키하40계 2량은 다다미선용으로 아이즈와카마쓰 파출소에 전속되었다.
  - 남은 1량은 니쓰 운수구에 배치되었다. 2008년 11월 1일부터 키하 E120형이나 해당 운수구의 200번대와 공통 운용으로 반에쓰사이선, 우에쓰 본선, 요네사카선에서 운용이 개시되었다. 2009년 3월 15일 개정으로 요네사카선의 구형 차량 운용을 전부 교체하였다.

스이군선의 키하 100에는 2007년 8월 18일부터 9월 12일 해당 노선 퇴출까지 사이 선두차의 전면에 '고마워 키하110계'의 특별 제작 마크가 부착되었다.

## 그 외의 특기 사항
고우미선에서도 키하 E200형의 도입 계획이 있기 때문에 다른 노선 차량의 대체가 될 가능성이 있다.

## 연혁
- 1990년 3월 10일 키하100계 양산 선행차 4량이 기타카미선, 키하110계 양산 선행차 3량이 가마이시 선 급행 하마유리에 투입. 영업 운행 개시.